# Kategoria e Parë 1977-1978
La Kategoria e Parë 1977-1978 fu la 39ª edizione della massima serie del campionato albanese di calcio disputata tra il 18 settembre 1977 e il 7 maggio 1978 e conclusa con la vittoria del Vllaznia, al suo quinto titolo.
Capocannoniere del torneo fu Agim Murati (Partizani Tirana) con 14 reti.

## Formula
Le partecipanti furono 12 e disputarono un turno di andata e ritorno per un totale di 22 partite con l'ultima classificata retrocedette in Kategoria e Dytë.
A distanza di qualche anno la federazione albanese permise nuovamente ai club la partecipazione alle coppe europee. La vincente del campionato fu così qualificata alla Coppa dei Campioni 1978-1979.

## Squadre
| Squadra             | Città        | Stadio | Stagione 1976-1977 |
| ------------------- | ------------ | ------ | ------------------ |
| Labinoti            | Elbasan      |        | 8°                 |
| 17 Nëntori          | Tirana       |        | 5°                 |
| KF Partizani Tirana | Tirana       |        | 4°                 |
| Dinamo Tirana       | Tirana       |        | Campione d'Albania |
| Flamurtari          | Valona       |        | 9°                 |
| Tomori              | Berat        |        | Kategoria e Dytë   |
| Vllaznia            | Scutari      |        | 3°                 |
| Traktori            | Lushnjë      |        | 10°                |
| Lokomotiva          | Durazzo      |        | 6°                 |
| Luftëtari           | Argirocastro |        | 7°                 |
| Skënderbeu          | Coriza       |        | 2°                 |
| Shkëndija Tirana    | Tirana       |        | 11°                |

## Classifica finale
|                    | Pos. | Squadra    | Pt | G  | V  | N  | P  | GF | GS | DR  |
| ------------------ | ---- | ---------- | -- | -- | -- | -- | -- | -- | -- | --- |
| Albania (bandiera) | 1.   | Vllaznia   | 29 | 22 | 10 | 9  | 3  | 32 | 19 | +13 |
|                    | 2.   | Luftëtari  | 26 | 22 | 10 | 6  | 6  | 26 | 22 | +4  |
|                    | 3.   | Partizani  | 25 | 22 | 11 | 3  | 8  | 30 | 22 | +8  |
|                    | 4.   | Dinamo     | 24 | 22 | 8  | 8  | 6  | 24 | 20 | +4  |
|                    | 5.   | Flamurtari | 23 | 22 | 7  | 9  | 6  | 25 | 20 | +5  |
|                    | 6.   | 17 Nëntori | 21 | 22 | 7  | 7  | 8  | 21 | 20 | +1  |
|                    | 7.   | Tomori     | 21 | 22 | 7  | 7  | 8  | 24 | 29 | -5  |
|                    | 8.   | Shkëndija  | 21 | 22 | 6  | 9  | 7  | 18 | 23 | -5  |
|                    | 9.   | Traktori   | 19 | 22 | 6  | 7  | 9  | 22 | 28 | -6  |
|                    | 10.  | Lokomotiva | 19 | 22 | 4  | 11 | 7  | 15 | 24 | -9  |
|                    | 11.  | Labinoti   | 18 | 22 | 6  | 6  | 10 | 12 | 19 | -7  |
|                    | 12.  | Skënderbeu | 18 | 22 | 6  | 6  | 10 | 16 | 19 | -3  |

Legenda:

      Campione d'Albania
      Retrocesso in Kategoria e Dytë
Note:

Due punti a vittoria, uno a pareggio, zero a sconfitta.

### Spareggio
Lo spareggio fu disputato tra il Labinoti e lo Skënderbeu, che terminarono a pari punti il 14 e il 21 maggio 1978. Vinse ai rigori il Labinoti dopo che entrambi gli incontri terminarono 0-0.
| Elbasan 14 maggio 1978 | Labinoti | 0 – 0 | Skënderbeu |  |

| Coriza 21 maggio 1978 | Skënderbeu | 0 – 0 | Labinoti |  |

## Verdetti
- Campione: Vllaznia
- Qualificata alla Coppa dei Campioni: Vllaznia
- Retrocessa in Kategoria e Dytë: Skënderbeu